# Désiré Bastin
Désiré „Dis“ Bastin (4. března 1900, Antverpy, Belgie – 18. dubna 1971) byl belgický fotbalista a reprezentant.
Hrál za belgický klub Royal Antwerp FC. Zúčastnil se Letních olympijských her 1920 v Antverpách, kde domácí belgický tým získal ve finále zlaté medaile poté, co reprezentace Československa opustila na protest proti verdiktům rozhodčího ve 40. minutě za stavu 2:0 pro Belgii hřiště a byla diskvalifikována. Hrál i na Letních olympijských hrách 1924 v Paříži proti Švédsku (porážka 1:8).